# Primera batalla de Petersburg
La primera batalla de Petersburg fue un asalto sin éxito de la Unión contra las fortificaciones, que protegían la ciudad de Petersburg, Virginia, el 9 de junio de 1864 durante la Guerra de Secesión y el preludio de la Campaña de Petersburg. Debido al grupo de defensores involucrados, a veces se le conoce como la batalla de viejos y jóvenes (en inglés: battle of old men and young boys). El atace fue rechazado por los confederados.

## Preludio
El 5 de mayo de 1864, el Ejército del James de Butler desembarcó en Bermuda Hundred y City Point en el río James, diez millas al este de Petersburg. Su cargo era interrumpir las líneas de ferrocarril y acosar a los Confederados al sur de Richmond, mientras que Ulysses S. Grant y George G. Meade iniciaban la Campaña de Overland atacando al ejército de Robert E. Lee al norte. Mientras que las fuerzas de la Unión sufrieron horrendas bajas en esa campaña, la fuerza de Butler se detuvo en Drewry's Bluff gracias a las fuerzas confederadas bajo el mando de P.G.T. Beauregard, que pudieron detenerlo gracias a la topografía del lugar.
Así las fuerzas de la Unión quedaron embotelladas en Bermuda Hundred. Por ello, cuando llegó la batalla de Cold Harbor, Grant ordenó a Butler a enviar a gran parte de su ejército en su ayuda poniendo así a su ejército en el lugar a la defensiva.

## La batalla
Aun así Butler no se rindió y ese plan original de distracción en provecho del Ejército del Potomac tuvo finalmente su apogeo el 9 de junio. Hasta entonces el general de la Unión, Benjamin F. Butler, ideó un plan para tomar el importante centro de transporte de Petersburg, que en ese momento estaba poco defendido a causa de la necesidad de detener a Grant en el norte. Envió para ello dos brigadas de infantería comandada por Quincy A. Gillmore, para atacar la ciudad ligeramente defendida ese día desde el este. Mientras tanto una brigada de caballería dirigida por August A. Kautz, bajo órdenes de Gilmore, atacaría por el sudeste. Ese ataque sería posterior para que Kautz pudiese tomar la ciudad.
El avance de la infantería de Gillmore distrajo como planeado a los defensores de Petersburg, que pudieron rechazarlo, pero dejaron al mismo tiempo también como planeado, la ciudad sin defensas en el sudeste, lo que posibilitó a la caballería a entrar en Petersburg. Sin embargo fue recibida allí de forma imprevista por un pequeño batallón de reservas de Virginia, en su mayoría ancianos y jóvenes, que pudieron detener a los soldados de la Unión durante un par de horas hasta que vinieron refuerzos, que pudieron venir, porque Gilmore se retiró prematuramente. El acontecimiento sorprendió a Kautz, que decidió retirarse.

## Consecuencias
Butler perdió la oportunidad de capturar el centro de comunicaciones del enemigo antes de que las autoridades confederadas pudieran reforzar a los pocos defensores de Petersburgo. Butler relevó por lo ocurrido a Gillmore de su mando una vez que sus hombres desanimados regresaron a las líneas de la Unión el 17 de junio. Al final, la expedición también se sumó a las preocupaciones de Grant sobre la competencia de Butler en el campo, mientras que los confederados, temiendo una repetición de lo sucedido, reforzaron el frente, lo que iba a ser decisivo en la siguiente batalla de Petersburg, que iba a iniicar el asedio de Petersburg.